# William Robert Norris Hinde
Sir William Robert Norris Hinde, britanski general, * 1901, † 1981.